# Lys Mousset
Lys Émilien Mousset (* 8. Februar 1996 in Montivilliers) ist ein französischer Fußballspieler.

## Karriere

### Verein
Er trat 2006 der Le Havre AC Jugendakademie bei, davor hatte er für die lokalen Clubs Soquence Graville und Havre Caucriauville gespielt hatte. Er konnte bei Le Havre II 14 Toren in 57 Spielen erzielen, bevor er sein Debüt für die erste Mannschaft von Le Havre feierte. In 34 Spielen erzielte er hier erneut 14 Tore in der Ligue 2.
Am 30. Juni 2016 wechselte Mousset von Le Havre zu AFC Bournemouth für eine Transfergebühr in Höhe von 7,3 Mio. €. Sein erstes Tor für Bournemouth erzielte er am 6. Januar 2018 in einem FA-Cup-Duell gegen Wigan Athletic.
Zu Beginn der Saison 2019/20 wechselte er zum Premier-League-Aufsteiger Sheffield United und unterschrieb dort einen Vertrag mit dreijähriger Laufzeit. Mit einer geschätzten Ablöse von über 11 Mio. € wurde er zum neuen Rekordtransfer der Blades.
Nach einer halbjährigen Leihe zur US Salernitana wechselte er im August 2022 zum Bundesligisten VfL Bochum. Dort bestritt Mousset kein einziges Pflichtspiel. Am letzten Tag der Winterwechselperiode wurde er bis zum Ende der Saison 2022/23 an den französischen Zweitligisten Olympique Nîmes verliehen.
Im Januar 2024 wurde sein Vertrag in Bochum aufgelöst.

### Nationalmannschaft
Mousset wurde in Frankreich als Sohn eines senegalesischen Vaters und einer französischen Mutter geboren und ist für beide Länder spielberechtigt. Er gab 2015 sein Debüt für das U20-Team von Frankreich.